# Sierra Leone na Letních olympijských hrách 1980
Sierra Leone se zúčastnila Letních olympijských her 1980, konaných v Moskvě. Zastupovalo ji 14 sportovců (12 mužů a 2 ženy) ve 2 sportech. Nepodařilo se jim získat žádnou medaili.
Nejmladším účastníkem byl 17letý Sahr Kendor, nejstarším pak vytrvalec Baba Ibrahim Suma-Keita, kterému bylo 33 let. Žádnému ze čtrnácti reprezentantů se nepodařilo překonat první fázi svých disciplín.

## Počet soutěžících v jednotlivých sportech
| Sport    | Muži | Ženy | Celkem |
| -------- | ---- | ---- | ------ |
| Atletika | 10   | 2    | 12     |
| Box      | 2    | 0    | 2      |
| Celkem   | 12   | 2    | 14     |

## Atletika

### Muži

#### Běžecké a chodecké disciplíny
| Atlet                                                          | Disciplína | Rozběh | Rozběh | Čtvrtfinále | Čtvrtfinále | Semifinále  | Semifinále  | Finále       | Finále       |
| Atlet                                                          | Disciplína | Čas    | Pořadí | Čas         | Pořadí      | Čas         | Pořadí      | Čas          | Pořadí       |
| -------------------------------------------------------------- | ---------- | ------ | ------ | ----------- | ----------- | ----------- | ----------- | ------------ | ------------ |
| Sheku Boima                                                    | 100 m      | 11,08  | 6.     | nepostoupil | nepostoupil | nepostoupil | nepostoupil | nepostoupil  | nepostoupil  |
| John Carew                                                     | 100 m      | 11,11  | 6.     | nepostoupil | nepostoupil | nepostoupil | nepostoupil | nepostoupil  | nepostoupil  |
| Rudolph George                                                 | 100 m      | 11,37  | 7.     | nepostoupil | nepostoupil | nepostoupil | nepostoupil | nepostoupil  | nepostoupil  |
| Sheku Boima                                                    | 200 m      | 22,93  | 6.     | nepostoupil | nepostoupil | nepostoupil | nepostoupil | nepostoupil  | nepostoupil  |
| Walter During                                                  | 200 m      | 23,12  | 7.     | nepostoupil | nepostoupil | nepostoupil | nepostoupil | nepostoupil  | nepostoupil  |
| Rudolph George                                                 | 200 m      | 23,20  | 6.     | nepostoupil | nepostoupil | nepostoupil | nepostoupil | nepostoupil  | nepostoupil  |
| William Akabi-Davis                                            | 400 m      | 50,80  | 6.     | nepostoupil | nepostoupil | nepostoupil | nepostoupil | nepostoupil  | nepostoupil  |
| Sahr Kendor                                                    | 400 m      | 52,98  | 6.     | nepostoupil | nepostoupil | nepostoupil | nepostoupil | nepostoupil  | nepostoupil  |
| Jimmy Massallay                                                | 400 m      | 49,68  | 5.     | nepostoupil | nepostoupil | nepostoupil | nepostoupil | nepostoupil  | nepostoupil  |
| George Branche                                                 | 800 m      | 1:54,6 | 7.     | nepostoupil | nepostoupil | nepostoupil | nepostoupil | nepostoupil  | nepostoupil  |
| Sahr Kendor                                                    | 800 m      | 2:06,5 | 7.     | nepostoupil | nepostoupil | nepostoupil | nepostoupil | nepostoupil  | nepostoupil  |
| Jimmy Massallay                                                | 800 m      | 2:04,4 | 7.     | nepostoupil | nepostoupil | nepostoupil | nepostoupil | nepostoupil  | nepostoupil  |
| George Branche                                                 | 1500 m     | 4:03,9 | 10.    | nepostoupil | nepostoupil | nepostoupil | nepostoupil | nepostoupil  | nepostoupil  |
| William Akabi-Davis Sheku Boima Walter During Rudolph George   | 4×100 m    | 42,53  | 8.     | —           | —           | —           | —           | nepostoupili | nepostoupili |
| William Akabi-Davis George Branche Sahr Kendor Jimmy Massallay | 4×400 m    | 3:25,0 | 8.     | —           | —           | —           | —           | nepostoupili | nepostoupili |
| Baba Ibrahim Suma-Keita                                        | Maraton    | —      | —      | —           | —           | —           | —           | 2:41:20      | 46.          |

#### Víceboje
| Sportovec      | Disciplína | 100 m   | dálka  | koule   | výška  | 400 m   | 110 m př. | disk    | tyč | oštěp   | 1500 m | Celkem    | Pořadí |
| -------------- | ---------- | ------- | ------ | ------- | ------ | ------- | --------- | ------- | --- | ------- | ------ | --------- | ------ |
| Columba Blango | Desetiboj  | 11,40 s | 6,40 m | 10,00 m | 1,85 m | 53,48 s | 15,45 s   | 23,08 m | NM  | 36,20 m | 5:22,9 | 5080 bodů | 16.    |

### Ženy

#### Běžecké a chodecké disciplíny
| Atlet                    | Disciplína | Rozběh  | Rozběh | Čtvrtfinále  | Čtvrtfinále  | Semifinále   | Semifinále   | Finále       | Finále       |
| Atlet                    | Disciplína | Čas     | Pořadí | Čas          | Pořadí       | Čas          | Pořadí       | Čas          | Pořadí       |
| ------------------------ | ---------- | ------- | ------ | ------------ | ------------ | ------------ | ------------ | ------------ | ------------ |
| Estella Meheuxová        | 100 m      | 13,22   | 7.     | nepostoupila | nepostoupila | nepostoupila | nepostoupila | nepostoupila | nepostoupila |
| Eugenia Osho-Williamsová | 100 m      | 12,95   | 8.     | nepostoupila | nepostoupila | nepostoupila | nepostoupila | nepostoupila | nepostoupila |
| Estella Meheuxová        | 200 m      | 26,77   | 6.     | nepostoupila | nepostoupila | nepostoupila | nepostoupila | nepostoupila | nepostoupila |
| Eugenia Osho-Williamsová | 200 m      | 25,87   | 5.     | nepostoupila | nepostoupila | nepostoupila | nepostoupila | nepostoupila | nepostoupila |
| Eugenia Osho-Williamsová | 400 m      | 1:00,44 | 8.     | nepostoupila | nepostoupila | nepostoupila | nepostoupila | nepostoupila | nepostoupila |
| Eugenia Osho-Williamsová | 800 m      | 2:33,4  | 8.     | nepostoupila | nepostoupila | nepostoupila | nepostoupila | nepostoupila | nepostoupila |
| Estella Meheuxová        | 100 m př.  | 15,61   | 7.     | nepostoupila | nepostoupila | nepostoupila | nepostoupila | nepostoupila | nepostoupila |

## Box

### Muži
| Sportovec       | Disciplína     | 1. kolo                  | Osmifinále      | Čtvrtfinále     | Semifinále      | Finále          | Finále      |
| Sportovec       | Disciplína     | Soupeř Výsledek          | Soupeř Výsledek | Soupeř Výsledek | Soupeř Výsledek | Soupeř Výsledek | Pořadí      |
| --------------- | -------------- | ------------------------ | --------------- | --------------- | --------------- | --------------- | ----------- |
| Mohamed Bangura | Lehká váha     | Demjaněnko (URS) · P DSQ | nepostoupil     | nepostoupil     | nepostoupil     | nepostoupil     | nepostoupil |
| Ben Sisay       | Velterová váha | Sahilu (ETH) · P DSQ     | nepostoupil     | nepostoupil     | nepostoupil     | nepostoupil     | nepostoupil |